# Prisco di Panion
Prisco di Panion (in latino Priscus; Panio, in Tracia, 420 circa – dopo il 471) è stato uno storico bizantino, di lingua greca, che visse durante il regno di Teodosio II (408-450), e scrisse una Storia, di notevole importanza e affidabilità, e che descrive anche la sua esperienza come inviato presso la corte di Attila.

## Biografia
Le fonti sulla vita di Prisco sono l'enciclopedia bizantina Suda e i frammenti della sua stessa opera storica, la Storia. Alcune fonti antiche lo definiscono un retore, attribuendogli anche delle lettere e un'opera di Esercizi di retorica andate perdute.
Prisco nacque a Panio (Panium), in Tracia, intorno al 420. Nel 448/449 partecipò all'ambasciata presso il re degli Unni Attila, nel seguito di un ufficiale suo amico, un certo Massimino; questa ambasciata e l'operato di Prisco costituiscono la parte maggiore di quanto resta della sua opera. Nel 450 era a Roma, assieme, probabilmente, a Massimino, forse latore della lettera di papa Leone I al clero di Costantinopoli. Assieme a Massimino si trovava a Damasco nel 451 o 452, dove testimonia delle trattative di pace tra il generale Ardaburio e i Saraceni; successivamente si recò con Massimino a Tebe, in Egitto, per negoziare il trattato di pace concesso agli sconfitti Blemmi e Nubadi, morendo però poco dopo. Nel 453 Prisco si recò ad Alessandria d'Egitto, dove assistette alla rivolta popolare scoppiata a seguito dell'elezione del vescovo Proterio: Prisco ebbe una parte di rilievo nel sedare la rivolta, in quanto suggerì di continuare i giochi e di effettuare una donazione di viveri alla popolazione, che era riuscita ad annientare la guarnigione della città. L'ultimo evento che lo coinvolge è una ambasciata in Georgia occidentale condotta dal magister officiorum Eufemio, ma visse almeno fino al 470, in quanto scrisse gli eventi di quel periodo nella sua opera.
Malgrado la sua partecipazione a diverse missioni diplomatiche, non è possibile affermare che ricoprisse una carica ufficiale; ciò non di meno, dimostrò di essere un buon giudice di uomini, e i pochi frammenti restanti permettono di affermare che non fu un semplice testimone dei fatti, ma che ebbe una certa influenza e fu un personaggio minore ma attivo.

## Opera

### Caratteristiche dellaStoria
I frammenti dell'opera di Prisco pervenuti sono contenuti in due opere compilate per volere e sotto la supervisione dell'imperatore Costantino VII Porfirogenito (913-959), che raccolsero le testimonianze delle ambasciate inviate dagli imperatori romani (Excerpta de legationibus Romanorum ad gentes, "Estratti delle ambasciate dei Romani presso gli stranieri") e di quelle ricevute (Excerpta de legationibus gentium ad Romanos, "Estratti delle ambasciate degli stranieri presso i Romani"). Viene anche citata nella Suda, che afferma fosse in otto libri.
Il titolo, Storia, viene comunemente accettato dagli studiosi, ma è diversamente riportato dalle fonti: le opere di Costantino riportano sia Storia che Storia gotica, Suda tramanda Storia bizantina (che però è più una descrizione del contenuto) e Eventi del tempo di Attila.
Data la frammentarietà dell'opera pervenuta, non è chiaro quale periodo coprisse. I frammenti databili pervenuti iniziano a parlare della salita al trono di Attila (433/434) e terminano con l'assassinio di Ardaburio Aspare (471). Poiché normalmente le storie terminavano con il regno di un imperatore, Prisco avrebbe potuto completare la propria Storia con gli eventi fino alla morte di Leone I (474); alternativamente, considerando che Fozio afferma come l'opera dello storico Malco iniziasse dal 473, è possibile che questi abbia ripreso la Storia di Prisco, terminata con l'anno 472. Il fatto che Prisco esprima un giudizio negativo su Basilisco (un parente di Leone salito al trono nel 475, deposto e ucciso l'anno successivo) suggerisce che l'opera sia stata composta dopo il 476, anno della caduta di questo personaggio; similmente, se il brano di Giovanni di Antiochia che critica il potente generale Onulfo è derivato da Prisco, la Storia potrebbe essere stata completata dopo il 479, anno in cui Onulfo era caduto in disgrazia.
L'analisi dei frammenti della Storia e delle opere da esse influenzata suggerisce che Prisco fosse contrario alla politica di sovvenzionamenti dei Romani nei confronti degli Unni, e dunque critico con gli imperatori che la portarono avanti, come Teodosio II, e favorevole a quelli che la rigettarono, come Marciano. Tra le figure occidentali, Prisco critica il potente magister militum Ricimero.
Sia alcune scelte stilistiche che l'uso di episodi di Erodoto mostrano l'influenza dello scrittore greco su Prisco; altra fonte riconosciuta, per lo meno di alcuni modelli narrativi, è Tucidide. Non sono state riconosciute altre fonti, né Prisco ne cita ulteriori: del resto mostra di aver viaggiato molto e di aver consultato testimoni oculari, oltre che di aver avuto la possibilità di consultare documenti ufficiali.

### Influenza
L'opera di Prisco, che non è citata da Fozio, ebbe una notevole influenza sugli storici successivi.
Giordane, storico del VI secolo deve alcuni brani della sua De origine actibusque Getarum ("Origine e gesta dei Goti") a Prisco; considerando che rielabora materiale della perduta storia dei Goti di Cassiodoro, è possibile che anche quest'ultimo avesse utilizzato l'opera di Prisco.
Sempre nel VI operarono Procopio di Cesarea, che utilizzò Prisco come fonte per le sue Guerre, ed Eustazio di Epifania, la cui cronaca, perduta, potrebbe aver influenzato Evagrio Scolastico, autore della Storia ecclesiastica, e Giovanni di Antiochia, di cui sono giunti alcuni frammenti: tutti mostrano infatti influenze dei brani di Prisco.